# Would I Lie to You? (chanson de Charles & Eddie)
Pour les articles homonymes, voir Would I Lie to You? (homonymie).
Singles de Charles & Eddie
NYC (Can You Believe This City?)
(1993)
Would I Lie to You? est une chanson écrite et composée par Mike Leeson et Peter Vale et interprétée par le duo pop-soul américain Charles & Eddie. Sortie en single le 4 août 1992, elle est extraite de l'album Duophonic.
Premier single du duo c'est aussi son plus grand succès, il se classe en tête des ventes dans plusieurs pays.

## Distinctions
La chanson reçoit plusieurs récompenses lors des Ivor Novello Awards en 1993 (Best Contemporary Song, Best Selling Song et International Hit of the Year).

## Reprises
Would I Lie to You? a été reprise par plusieurs artistes parmi lesquels Aswad, Donny Osmond, Ali Campbell, John Newman, David Guetta dont la version entre dans les charts en 2016 tandis que celle de John Gibbons se classe la même année dans les charts britanniques à la 53e place et obtient une certification disque d'argent,,. En 2020, c'est Christine and the Queens qui reprend ce titre dans une nouvelle version avec la participation de Manu Payet,.

## Classements  hebdomadaires et certifications
| Classement (1992-1993)                 | Meilleure position |
| -------------------------------------- | ------------------ |
| Allemagne (GfK Entertainment)          | 1                  |
| Australie (ARIA)                       | 3                  |
| Autriche (Ö3 Austria Top 40)           | 1                  |
| Belgique (Flandre Ultratop 50 Singles) | 1                  |
| Canada (RPM 100 singles)               | 3                  |
| États-Unis (Billboard Hot 100)         | 13                 |
| France (SNEP)                          | 2                  |
| Irlande (IRMA)                         | 2                  |
| Norvège (VG-lista)                     | 3                  |
| Nouvelle-Zélande (RMNZ)                | 1                  |
| Pays-Bas (Nederlandse Top 40)          | 2                  |
| Pays-Bas (Single Top 100)              | 2                  |
| Royaume-Uni (UK Singles Chart)         | 1                  |
| Suède (Sverigetopplistan)              | 3                  |
| Suisse (Schweizer Hitparade)           | 2                  |

| Pays              | Certification | Unités certifiées |
| ----------------- | ------------- | ----------------- |
| Allemagne (BVMI)  | Or            | 250 000           |
| Autriche (IFPI)   | Or            | 25 000            |
| France (SNEP)     | Argent        | 125 000           |
| Pays-Bas (NVPI)   | Platine       | 100 000           |
| Royaume-Uni (BPI) | Platine       | 600 000           |

## Version de David Guetta
Singles de David Guetta
This One's for You
(2016) Shed a Light
(2016)
Singles par Chris Willis
Don't Cry (Remember My Name)
(2015) Turn Your Love Around
(2019)
Singles par Cedric Gervais
With You
(2016) Somebody New
(2017)
Would I Lie to You est un single du DJ français David Guetta en collaboration avec Chris Willis et Cedric Gervais sorti le 30 septembre 2016.

### Classements hebdomadaires
| Classement (2016)                       | scope=col - Meilleure position |
| --------------------------------------- | ------------------------------ |
| Allemagne (GfK Entertainment)           | 2                              |
| Autriche (Ö3 Austria Top 40)            | 2                              |
| Belgique (Flandre Ultratop 50 Singles)  | 34                             |
| Belgique (Wallonie Ultratop 50 Singles) | 23                             |
| France (SNEP)                           | 20                             |
| Suède (Sverigetopplistan)               | 80                             |
| Suisse (Schweizer Hitparade)            | 24                             |

### Certifications
| Pays             | Certification | Unités certifiées                 |
| ---------------- | ------------- | --------------------------------- |
| Allemagne (BVMI) | Platine       | 400 000                           |
| Autriche (IFPI)  | Or            | 15 000                            |
| France (SNEP)    | Or            | 10 000 000 (équivalent streaming) |
| Italie (FIMI)    | Platine       | 50 000                            |
| Pologne (ZPAV)   | Platine       | 20 000                            |